# Klauwiervliegenvanger
De klauwiervliegenvanger (Sigelus silens; synoniem: Melaenornis silens) is een zangvogel uit de familie Muscicapidae (vliegenvangers).

## Verspreiding en leefgebied
Deze soort telt 2 ondersoorten:
- S. s. lawsoni: zuidelijk Botswana en noordelijk Zuid-Afrika.
- S. s. silens: centraal en zuidelijk Zuid-Afrika.